# Coppa Placci 1990
La Coppa Placci 1990, quarantesima edizione della corsa, si svolse il 7 agosto 1990 su un percorso di 208,4 km. La vittoria fu appannaggio dello svizzero Mauro Gianetti, che completò il percorso in 5h16'00", precedendo gli italiani Bruno Cenghialta e Maurizio Piovani.

## Ordine d'arrivo (Top 10)
| Pos. | Corridore          | Squadra               | Tempo    |
| ---- | ------------------ | --------------------- | -------- |
| 1    | Mauro Gianetti     | Helvetia-La Suisse    | 5h16'00" |
| 2    | Bruno Cenghialta   | Ariostea              | a 50"    |
| 3    | Maurizio Piovani   | Diana-Colnago-Animex  | s.t.     |
| 4    | Gilles Delion      | Helvetia-La Suisse    | a 1'15"  |
| 5    | Gianni Bugno       | Château d'Ax Salotti  | s.t.     |
| 6    | Claudio Chiappucci | Carrera-Vagabond      | s.t.     |
| 7    | Davide Cassani     | Ariostea              | s.t.     |
| 8    | Emanuele Bombini   | Diana-Colnago-Animex  | s.t.     |
| 9    | Michele Moro       | Italbonifica-Navigare | s.t.     |
| 10   | Roberto Conti      | Ariostea              | s.t.     |